# Combustibilidad

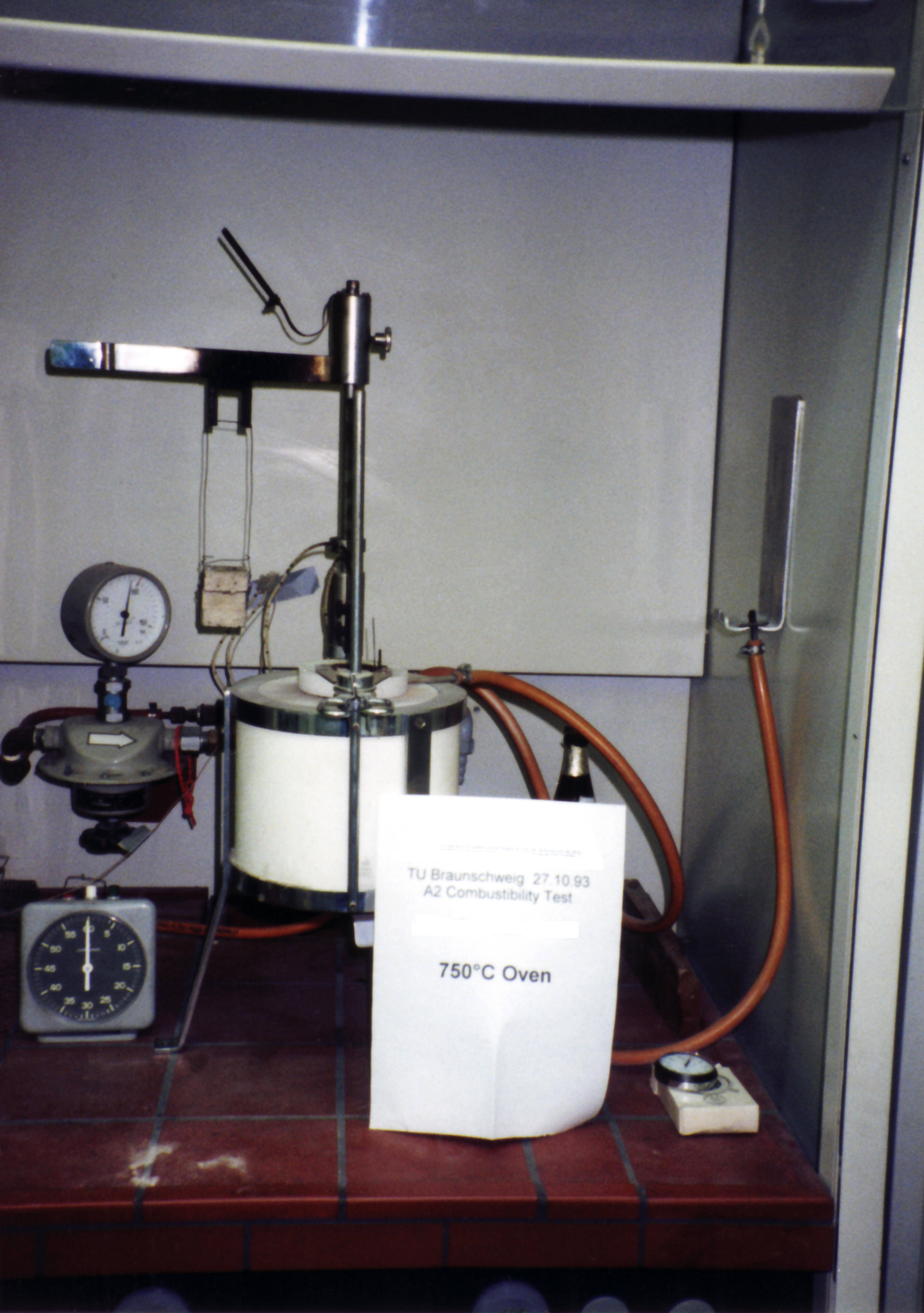
Aparato alemán de la Universidad Técnica de Braunschweig para determinar la combustibilidad.

La combustibilidad es una medida de la facilidad con la que una sustancia se incendia, ya sea a través de fuego o combustión.  Es una propiedad importante a considerar cuando una sustancia se utiliza en actividades de construcción o está siendo almacenada. También es importante considerarla en procesos que producen sustancias combustibles como subproductos. Generalmente se requieren precauciones especiales para sustancias de alta combustibilidad.  Estas medidas pueden incluir instalación de aspersores de fuego o el almacenamiento remoto de fuentes posibles de ignición.
Las sustancias con baja combustibilidad pueden ser seleccionadas para construcción donde se requiera reducir los riesgos de incendio. Cuando se usan materiales combustibles aumenta el riesgo de accidentes o muertes por incendio. Para la selección de materiales de construcción y mobiliario son preferibles las sustancias resistentes al fuego.

## Definiciones de códigos
Para las autoridades reguladoras de la construcción, la combustibilidad se define por un código local. En el Código de Construcción de Canadá está definida como sigue:
- Combustible: Material que falla en el cumplimiento de los criterios del CAN/ULC-S114,  PUEDE/ULC-S114, Standard Method of Test for Determination of Noncombustibility in Building Materials.

Esto lleva a la definición de no-combustible:
- No-combustible: significa que un material cumple con los criterios de aceptación de CAN4-S114, "Método Estándar de Examinación para la Determinación de No-Combustibilidad en Materiales de Construcción".

La BS 476-4:1970 define una prueba para combustibilidad en la que 3 especímenes de un material son calentados en un horno. Se aprueban como materiales no combustibles si con ninguno de sus tres especímenes ocurre ninguno de los siguientes escenarios:
- La lectura de temperatura de cualquier de dos termopares alcanza 50 grados Celsius o más por encima de la temperatura inicial del horno, o
- Se presentan llamas continuas dentro del horno por 10 segundos o más

De otra manera, el material sería considerado combustible.

## Pruebas de incendio
Varios países tienen pruebas para determinar la combustibilidad de los materiales. La mayoría implica el calentamiento de una cantidad especificada del espécimen a examinar durante cierto tiempo. Normalmente, si el material no puede efectuar la combustión no tendría por qué experimentar una pérdida de masa. Como regla general, el hormigón, el acero y la cerámica, es decir, sustancias inorgánicas, pasan estas pruebas, lo cual les permite para ser consideradas seguras por los códigos de construcción e incluso de uso obligatorio en ciertos casos. En Canadá, por ejemplo, los muros contra fuego deben estar hechos de concreto.

## Pertinencia en construcción
En la construcción, los edificios se clasifican en combustible y no combustibles. Los códigos de medidas de aprovisionamiento y seguridad que tiene que ser tenidos en cuenta en el diseño y la construcción de un edificio dependen en gran medida de si la estructura está hecha de elementos no combustibles como concreto, ladrillo y acero estructural, o un elemento combustible como madera. Las estructuras combustibles tienen límites más rigurosos en cuanto a las medidas máximas de altura y área de los edificios.

## Polvo Combustible
Diversos procesos industriales producen polvo combustible polvo como subproducto. El más común es el polvo de madera. El polvo combustible ha sido definido como: material sólido compuesto de distintas piezas o partículas, sin importar su tamaño, forma o composición química, el cual presenta peligro de ignición o deflagración cuando se encuentra suspendido en aire o en algún otro medio oxidante, en una gama de concentraciones. Además del polvo de madera, los polvos combustibles incluyen metales, especialmente magnesio, titanio y aluminio, así como otros compuestos a base de carbono. Hay al menos unas 140 sustancias conocidas que producen polvo combustible.: 38  A pesar de que las partículas de un polvo combustible pueden ser de cualquier medida, normalmente tienen un diámetro de menos de 420 µm. A partir del 2012 la Administración de Seguridad y Salud Ocupacional de los Estados Unidos ha adoptado un conjunto amplio de reglas sobre polvo combustible.
Cuando se encuentran suspendidas en aire (o en cualquier entorno oxidante), las finas partículas de polvo combustible presentan un potencial de explosión. El polvo acumulado, incluso cuando no está suspendido en aire, presenta peligro de ignición. La Asociación de Protección de Fuego Nacional (EE. UU.) específicamente aborda la prevención de incendios y explosiones de polvo de productos agrícolas y alimentarios en el código de la NFPA sección 61, y para otras industrias en las secciones 651–664. Los colectores diseñados para reducir el polvo aerotransportado sirven para evitar el 40 por ciento de todas las posibles explosiones de polvo. Otros procesos importantes son la molienda y la pulverización, el transporte de polvos, el llenado de silos y de contenedores (lo cual produce polvo), y el mezclando de polvos.
Una investigación de 200 explosiones de polvo y fuegos, ocurridas entre 1980 a 2005, reporta aproximadamente 100 fallecidos y 600 heridos.: 105–106  En enero de 2003, una explosión e incendio provocado por polvo del polietileno en la planta de Servicios Farmacéutica Del Oeste en Kinston, Carolina del Norte, resultó en la muertes de seis trabajadores y otros 38 lesionados.: 104  En febrero de 2008 una explosión de polvo de azúcar sacudió la planta de la Imperial Sugar Company en Wentworth Port, Georgia, resultando en trece muertes.

## Asuntos relacionados
El artículo de Inflamabilidad describe la subcategorización de cuestiones de combustión. Aquí, otras pruebas de incendio están involucradas en la cuantificación del grado de inflamabilidad o combustibilidad.

### La química subyacente de las pruebas de incendio y los códigos de clasificación resultantes
El grado de inflamabilidad o combustibilidad depende en gran medida de la composición química del material en cuestión, así como el radio masa a área. Por ejemplo, el papel está hecho de madera. Una pieza de papel se puede incendiar fácilmente mientras que a un escritorio de roble pesado es difícil prenderle fuego, a pesar de que la fibra de madera es la misma en ambas sustancias, ya sea en una pieza de papel o una mesa de madera. También, la ley de Antoine Lavoisier de la conservación de masa, establece que la materia no se crea ni se destruye, sólo se transforma. Es por ello que la combustión de una sustancia causa un cambio químico, pero no reduce la masa original de la sustancia. La masa del remanente (ceniza, agua, dióxido de carbón y otros gases) es la misma que la anterior a la ignición de la sustancia. Todo aquello que no queda como cenizas ni remanentes, se convirtió en humo, pero todo se fue a algún lugar y los átomos que conformaban la sustancia previamente a la ignición siguen existiendo después de ésta, incluso a pesar de que estén presenten en otras fases y moléculas.